# BS 92.03.07 koncert
Demjén Ferenc és sztárvendégei közreműködésével készült a BS 92.03.07 koncert című koncertalbum.

## Az album dalai

### A oldal
1. Tegnap volt (Menyhárt János-Demjén Ferenc)
2. Jöjj vissza vándor (Latzin Norbert-Demjén Ferenc)
3. V'Moto-Rock Blokk
4. Jégszív (Lerch István-Demjén Ferenc)
5. Gyere és szeress (Lerch István-Demjén Ferenc)
6. Gyertyák (Lerch István-Demjén Ferenc)
7. Szerelem első vérig (Dés László-Demjén Ferenc)

### B oldal
1. El kell, hogy engedj (Demjén Ferenc)
2. Várj, míg felkel majd a nap (Lerch István-Demjén Ferenc)
3. Darabokra törted a szívem (Demjén Ferenc)
4. Álomarcú lány (Somló Tamás-Adamis Anna)
5. Lehajtott fejjel (Novai Gábor-Várkonyi Mátyás)
6. Szabadság vándorai (Menyhárt János-Demjén Ferenc)
7. Szerelemvonat (Menyhárt János-Demjén Ferenc)
8. Bölcsőnk a Föld (Menyhárt János-Demjén Ferenc)

## Közreműködtek
- Demjén Ferenc – ének
- Menyhárt János – gitár
- Révész Sándor – ének (B/5., 6., 8.)
- Somló Tamás – ének (B/4., 8.)
- Frenreisz Károly – ének (A/5., B/8.), basszusgitár (A/5.)
- Závodi Gábor – billentyűs hangszerek, vokál
- Oláh Aladár – szintetizátorok
- Szentmihályi Gábor – dobok
- Zsoldos Tamás – basszusgitár
- Szerdahelyi László – akusztikus gitár
- Besenyő Brass
- Demeter György, Vértes Attila – vokál